# Druivenkoers 2015
La Druivenkoers 2015, cinquantacinquesima edizione della corsa, valida come evento di classe 1.1 dell'UCI Europe Tour 2015, si svolse il 26 agosto 2015 su un percorso di 199,2 km. Fu vinta dal belga Björn Leukemans, che terminò la gara in 4h46'07" alla media di 41,438 km/h.
Dei 187 ciclisti alla partenza da Huldenberg furono 61 a portare a termine la gara.

## Squadre partecipanti
| Cod. | Squadra                     |
| ---- | --------------------------- |
| LTB  | Lotto-Belisol               |
| BOA  | Bora-Argon 18               |
| ROP  | Roompot Oranje Peloton      |
| WGG  | Wanty-Groupe Gobert         |
| MMM  | Team 3M                     |
| TSV  | Topsport Vlaanderen-Baloise |
| SKT  | An Post-ChainReaction       |
| CSH  | Colba-Superano Ham          |
| TCK  | Team ColoQuick              |
| CJP  | Cyclingteam Jo Piels        |
| CIB  | Cibel                       |
| VER  | Veranclassic-Ekoï           |
| CCB  | Color Code-Aquality Protect |

| Cod. | Squadra                       |
| ---- | ----------------------------- |
| CCT  | CCT p/b Champion System       |
| COH  | Team Coop-Øster Hus           |
| TJO  | Team Joker                    |
| CCD  | Team Differdange-Losch        |
| MET  | Metec-TKH p/b Mantel          |
| BKP  | BKCP-Powerplus                |
| RDT  | Rabobank Development Team     |
| STG  | Team Stölting                 |
| PCW  | T.Palm-Pôle C. Wallon         |
| WBC  | Wallonie-Bruxelles            |
| VGS  | Vastgoedservice-Golden Palace |
| WIL  | Verandas Willems Cycling Team |

## Ordine d'arrivo (Top 10)
| Pos. | Corridore          | Squadra       | Tempo    |
| ---- | ------------------ | ------------- | -------- |
| 1    | Jérôme Baugnies    | Wanty-Gobert  | 4h46'07" |
| 2    | Marco Marcato      | Wanty-Gobert  | s.t.     |
| 3    | Sean De Bie        | Lotto-Soudal  | a 8"     |
| 4    | Maurits Lammertink | Roompot       | a 28"    |
| 5    | Oliver Naesen      | Topsport Vl.  | s.t.     |
| 6    | Tiesj Benoot       | Lotto-Soudal  | s.t.     |
| 7    | Gaëtan Bille       | Verandas W.   | s.t.     |
| 8    | Daniel Schorn      | Bora-Argon 18 | s.t.     |
| 9    | Rob Ruijgh         | Vastgoedserv. | s.t.     |
| 10   | Huub Duyn          | Roompot       | s.t.     |